# 7438 Misakatouge
7438 Misakatouge eller 1994 JE1 är en asteroid i huvudbältet som upptäcktes den 12 maj 1994 av den japanska astronomen Akimasa Nakamura vid Kuma Kogen-observatoriet. Den är uppkallad efter berget Misakatouge.